# La scoperta dell'alba (film)
La scoperta dell'alba è un film del 2013 scritto, diretto e interpretato da Susanna Nicchiarelli, al secondo film dopo Cosmonauta. Il film è un riadattamento cinematografico dell'omonimo romanzo di Walter Veltroni.

## Trama
Il film si apre con l'assassinio nel 1981 a Roma di Mario Tessandori, ad opera di due brigatisti. Colpito da sette colpi di pistola nel cortile affollato dell'università in cui insegnava, muore tra le braccia dell'amico e collega Lucio Astengo, il quale, poco dopo, scompare nel nulla, secondo alcuni sequestrato dalle Brigate Rosse.
Trent'anni dopo, Caterina e Barbara Astengo, le figlie ormai cresciute (all'età della scomparsa del padre avevano sei e dodici anni) di Lucio, decidono di vendere la casa al mare, ormai da anni in disuso. L'unica cosa che sembra essere rimasta senza segni di usura dovuti al tempo è un telefono; Caterina decide di sollevare la cornetta e il telefono dà il segnale libero, per scherzo decide, allora, di comporre  il numero della casa in cui avevano vissuto la loro infanzia e incredibilmente dall'altro capo troverà se stessa da piccola indietro nel tempo proprio di trent'anni, nel 1981 prima della scomparsa del padre.
Tenterà di convincere la sua controparte dall'altra parte del telefono ad evitare che il padre le lasci andare al mare da sole il giorno in cui avviene l'omicidio di Tessandori. Viene allora nascosta la borsa del padre che però si adira violentemente e, quindi, le viene restituita.
Caterina allora inizia ad indagare e prima cerca di contattare l'amante del padre, Marianna Dell'Acqua, che intanto è in carcere per il suo trascorso di brigatista, e poi va a cercare la borsa del padre, che sua sorella aveva nascosto. Viene quindi a sapere che il padre progettava di fuggire in Argentina con un passaporto falso e la sua ex-amante le conferma che il padre è vivo ma lei non ha tracce ma soprattutto che la fuga era organizzata perché anche il padre era un brigatista e il mandante dell'omicidio di Mario Tessandori.
Quindi Caterina fa la sua ultima telefonata e avverte la sua controparte di prendere la borsa del padre e di consegnarla alla madre al fine di farle scoprire la verità anche sull'amante di cui le due piccole sanno tutto ma non hanno mai rivelato l'identità.

## Riconoscimenti
- 2013 - Globo d'oro
  - Candidatura Migliore attrice a Margherita Buy

## Curiosità
- Il gruppo alternative rock Subsonica ha composto un brano che farà parte della colonna sonora del film dal titolo omonimo;
- La regista Susanna Nicchiarelli nel film recita anche la parte della sorella della protagonista: Barbara Astengo.